# Книгге
Книгге (нем. Knigge) — баронский род.

## Происхождение и история рода
Происхождением из земли ганноверской. Фридрих-Ульрих фон Книгге возведен был 19 июня 1665 года, в Баронское Римской Империи достоинство. Потомки его переселились в Курляндию в XVIII веке, и с присоединением Курляндии к России, в 1795 году поступили в российское подданство.
- Книгге, Адольф (1752—1796) — немецкий писатель и деятель тайных обществ, один из идеологов иллюминатов.

## Описание герба
по Долгорукову
Щит расчетверен на серебро и золото. В 1-й и 4-й частях по 2 красных горизонтальных полосы, на них влево (в 4-й части — вправо) обращенный красный лев с дворянскою короною на голове; во 2-й и 3-й частях на 2-х черных горизонтальных полосах по 2 чёрных ромба. Посреди герба щиток с родовым гербом фамилии Книгге: четыре горизонтальных полосы; верхняя серебряная, и на ней красное сердце; вторая полоса красная, на ней две серебряные лилии; третья полоса золотая, и на ней одна серебряная лилия; нижняя полоса серебряная, на ней два красных сердца.
На щитке дворянская корона, а на всем гербе баронская корона, и на ней три шлема с дворянскими коронами. Из правого шлема выходят два орлиных крыла; правое красное, левое белое; из среднего шлема выходит лев с дворянскою короною на голове, и в каждой передней лапе держит три белых знамени, с изображением на каждом из них полумесяца; из левого шлема выходит чёрный столб, обвитый золотым шнуром; на столбе дворянская корона, и на ней павлиний хвост. Намет справа серебряный, подложенный красным; слева золотой, подложенный чёрным.